# Girl's Age
『Girl's Age』（がーるず えいじ）は、水樹奈々が門倉千紗都名義で歌ったキャラクターソングの8cmシングルおよび楽曲。1998年3月20日にパイオニアLDC（現・ジェネオン・ユニバーサル・エンターテイメントジャパン）から発売されたWindows用ランチャーソフト『ノエル タスクランチャー 千紗都だよ！』の初回版特典として1万本限定で同梱された非売品。

## 概要
- この曲が、水樹奈々が声優としてデビューして初めてレコーディングした曲で、当時18歳だった。
- この曲の別バージョン「Girl's Age（Hey! Nana! Once more please!）」が『départ chisato×nana』に収録されている。
- 2022年8月21日、愛知県名古屋市南区にある日本ガイシホールで行われた、NANA MIZUKI LIVE HOME 2022にて行われた企画である、「最初の○○コーナー」で、水樹本人が初めてのキャラクターソングとして歌唱した[1]。

## 収録曲
1. Girl's Age [4:59]
作詞：Mariko Umoto／作曲・編曲：Satoshi Mutoh
2. Message from CHISATO
千紗都からのメッセージ

## 収録作品
| 曲名       | 収録作品名                   | 作品種類       | 発売日         | 備考 |
| ---------- | ---------------------------- | -------------- | -------------- | ---- |
| Girl's Age | NANA MIZUKI LIVE HOME×RUNNER | ライブ・ビデオ | 2022年12月21日 |      |